# Pierwszy rząd Jean-Claude’a Junckera i Jeana Asselborna
Pierwszy rząd Jean-Claude’a Junckera i Jeana Asselborna – rząd Luksemburga pod kierownictwem premiera Jean-Claude’a Junckera i wicepremiera Jeana Asselborna. Zastąpił rząd Jean-Claude’a Junckera i Lydie Polfer.
Gabinet został powołany 31 lipca 2004 po wyborach parlamentarnych, w których Chrześcijańsko-Społeczna Partia Ludowa (CSV) ponownie zwyciężyła. Jej dotychczasowy koalicjant, Partia Demokratyczna, utraciła wówczas 1/3 mandatów. Chadecy powrócili po pięcioletniej przerwie do koalicji rządowej z Luksemburską Socjalistyczną Partią Robotniczą (LSAP). Gabinet funkcjonował przez całą kadencję. 23 lipca 2009, po kolejnych wyborach, zastąpił go drugi rząd tych samych polityków.

## Skład rządu
| Imię i nazwisko      | Partia | Urząd |
| -------------------- | ------ | --- |
| Jean-Claude Juncker  | CSV    | Premier Luksemburga Minister stanu Minister finansów                                                                          |
| Jean Asselborn       | LSAP   | Wicepremier Luksemburga Minister spraw zagranicznych i imigracji                                                              |
| Fernand Boden        | CSV    | Minister rolnictwa, winogrodnictwa i rozwoju obszarów wiejskich Minister ds. klasy średniej, turystyki i mieszkalnictwa       |
| Marie-Josée Jacobs   | CSV    | Minister ds. rodziny i integracji Minister ds. równych szans                                                                  |
| Mady Delvaux-Stehres | LSAP   | Minister edukacji narodowej i kształcenia zawodowego                                                                          |
| Luc Frieden          | CSV    | Minister sprawiedliwości Minister skarbu i budżetu Minister obrony (do lutego 2006)                                           |
| François Biltgen     | CSV    | Minister pracy i zatrudnienia Minister kultury, szkolnictwa wyższego i badań naukowych Minister spraw wyznaniowych            |
| Jeannot Krecké       | LSAP   | Minister gospodarki i handlu zagranicznego Minister sportu                                                                    |
| Mars Di Bartolomeo   | LSAP   | Minister zdrowia i zabezpieczenia społecznego                                                                                 |
| Lucien Lux           | LSAP   | Minister środowiska Minister transportu                                                                                       |
| Jean-Marie Halsdorf  | CSV    | Minister spraw wewnętrznych i planowania przestrzennego                                                                       |
| Claude Wiseler       | CSV    | Minister służby cywilnej i reformy administracyjnej Minister robót publicznych                                                |
| Jean-Louis Schiltz   | CSV    | Minister ds. współpracy rozwojowej i pomocy humanitarnej Minister delegowany ds. komunikacji Minister obrony (od lutego 2006) |
| Nicolas Schmit       | LSAP   | Minister delegowany ds. zagranicznych i imigracji                                                                             |
| Octavie Modert       | CSV    | Sekretarz stanu |